# Marie Marguerite Bihéron
Marie Marguerite Bihéron (também conhecida como Marie Catherine Bihéron; 17 de novembro de 1719 — 1795) foi uma anatomista francesa, conhecida por suas ilustrações médicas e modelos de figuras de cera.
Seu pai nasceu em  cidade Mamers, Sarthe, onde pela primeira vez nos registros de notários em Paris, nos arquivos de Sarthe, uma visão geral dos dados sobre Marie Marguerite (seu verdadeiro nome) e sua família foram levantados.